# Золотой Меркурий (премия Gold Mercury International)
Премия «Золото́й Мерку́рий» — международная награда, учреждённая неправительственной организацией Gold Mercury International. Премией награждаются мировые лидеры, персоны и компании, внёсшие выдающийся вклад в развитие общества и в решение важных проблем.

## История
Премия учреждена в 1961 году в Риме международной неправительственной организацией Gold Mercury International по инициативе кинопродюсера Эдуардо де Сантиса (Eduardo De Santis). Организация поставила своей целью содействовать международному экономическому сотрудничеству путём созыва соответствующих конференций и награждения специально созданной премией. Организации получила поддержку от итальянского правительства.
Премия названа в честь древнеримского бога торговли Меркурия. Первое награждение состоялось в Риме в ноябре 1961 года. 

## Конкурс премии
Премия вручается мировым лидерам и другим лицам, а также организациям и компаниям, чей вклад в развитие общества и в решение важных проблем оценивается учредителем премии как значительный. 

## Лауреаты премии
Среди награждённых лидеров государств — президент Франции Ж. Помпиду (1972 год, «за европейское сотрудничество»), король Испании Хуан Карлос I (1977 год, «за вклад в установление мира»), президент США Дж. Форд (1976 год, «за вклад в установление мира»), генеральный секретарь ЦК КПСС Л. И. Брежнев (1980 год, «за вклад в установление мира», в том числе за договоры ОСВ), и ряд других мировых лидеров.
На конференции, состоявшейся в 1980 году в Москве, предприятиям, организациям и отдельным лицам со всего Советского Союза были вручены 246 премий «Золотой Меркурий». 
Некоторые из награждённых отечественных организаций: 
- Волжский автомобильный завод
- завод «ВЭФ»
- Горьковский автомобильный завод
- Дятьковский хрустальный завод
- Минский тракторный завод
- газета «Правда»
- «Таллэкс»
- Харьковский авиационный завод
- Челябэнерго (1997)
- ЭНИМС (1980)